# Canal Sió

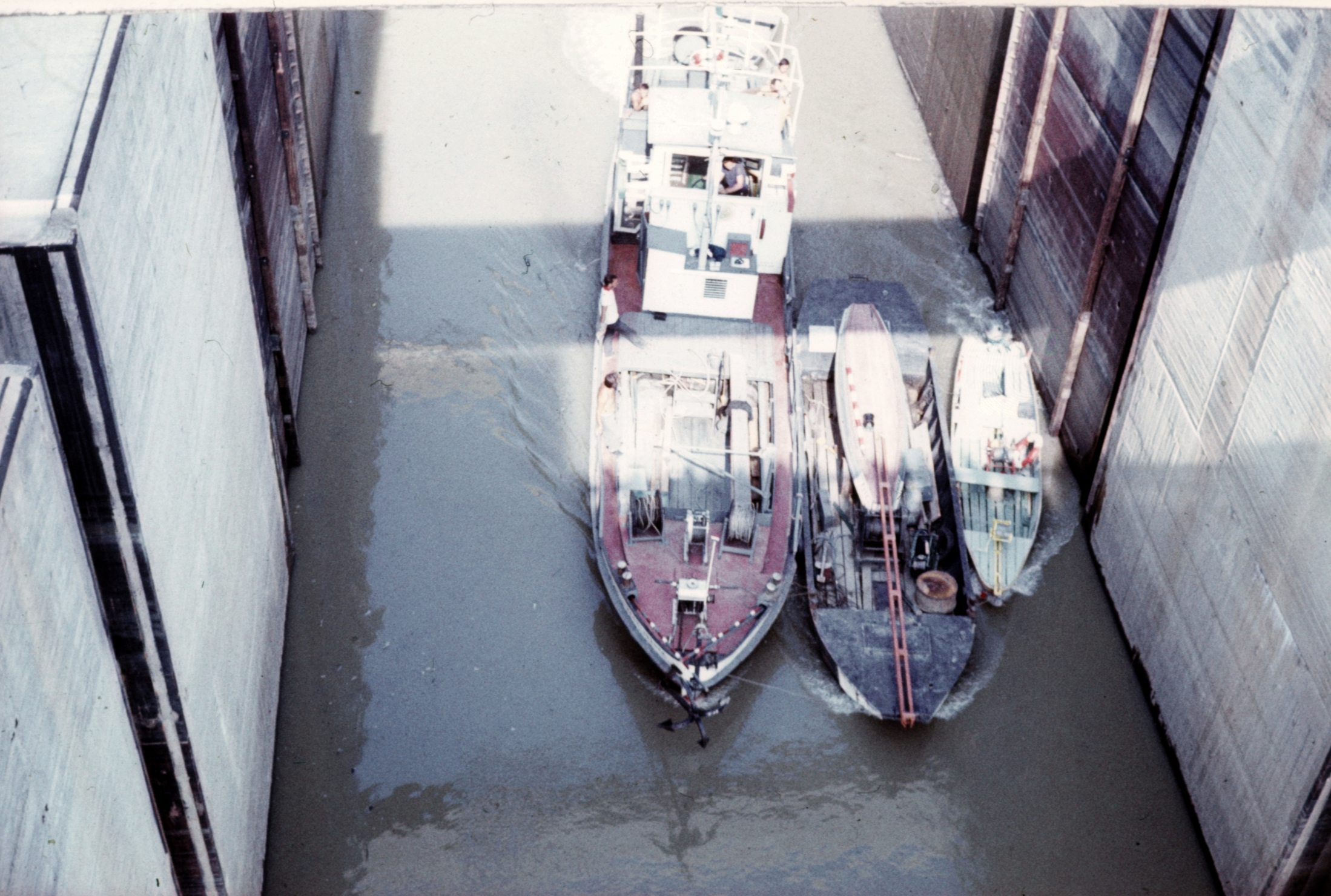
Ría de Sió, Esclusa del Buitre. Buque insignia tipo Atlas.

El Sió es un canal artificial en el centro de Hungría. Es la salida del lago Balatón. Fluye fuera del lago en la ciudad de Siófok, luego pasa por la ciudad de Szekszárd, y unos pocos kilómetros al este de esta ciudad se une al río Danubio. El río Sió atraviesa los condados húngaros de Somogy, Fejér y Tolna.